# Mirr-Murr kandúr kalandjai
A Mirr-Murr, a kandúr vagy Mirr-Murr kandúr kalandjai magyar televíziós bábfilmsorozat, amelyet a Pannónia Filmstúdió készített 1972 és 1975 között. A játékfilmsorozat rendezője Foky Ottó. A forgatókönyvet Csukás István írta, a zenéjét Pethő Zsolt szerezte. Magyarországon az MTV1, az MTV2 a Duna és az M3 vetítette le.

## Tartalom
Csukás István mesehőseit, Mirr-Murrt és Oriza Triznyákot, a két kíváncsi kóbor macskát követhetjük kalandos útjaikon. A bábfilm története azzal kezdődik, hogy a Kiscsacsi (akinek a könyv eredeti története szerint Samu a neve) megismerkedik a szekrénnyel, az ággyal, a székkel, a csillárral és persze Mirr-Murral. Együtt léghajóznak, tengeri csatát játszanak, olvasnak könyvet, vagy éppen barátságot kötnek Paprikajancsival, Bóbicével és Csinnadrattával, az ólomkatonával, akikkel felfedezik a baromfiudvart. Mirr-murr véletlenül elhagyta a többieket és Slukk Ödön kabátzsebébe kerül. Sikerül kijutnia, majd megbarátkozik Oriza Triznyákkal. A két kóbor macska különböző próbákat áll ki, segítenek Ploma Pálnak vagy bekerülnek Pintyőke Cirkusz Világszám nevű társulatába. A további történetek a sorozatból és könyvekből derülnek ki.

## Könyvekben
A sorozat készítése előtt könyvekben jelentek meg, a 80-as és 90-es években készült könyvek a televíziós sorozatból erednek.
- Egy szürke kiscsacsi (1967)
- Mirr-Murr, a kandúr (1969)
- Pintyőke cirkusz, világszám! (1971)
- Egy kiscsacsi története (1975)
- Oriza-Triznyák (1977)
- Kelekótya kandúrok (1987)
- Mirr-Murr nyomoz Budapesten (1998)
- Csukás István nagy mesekönyve (2001)
- Mirr-Murr, Oriza Triznyák és a többiek (2006)

## Gyártás
A sorozatból négy széria készült, az első 1972-ben, a második 1973-ban, a harmadik 1974-ben, a negyedik 1975-ben, összesen 52 epizóddal.
- Mesélő: Halász Judit
- Rendezte: Foky Ottó
- Írta: Csukás István
- Dramaturg: Bálint Ágnes, Komlós Klári
- Zenéjét szerezte: Pethő Zsolt
- Operatőr: Bayer Ottmár (3. és 4. évadban), Káplár Ferenc (2. évadban), Kiss Lajos (1. évadban)
- Segédoperatőr: Klausz András (1. évadban)
- Hangmérnök: Bársony Péter, Nyerges András Imre
- Vágó: Czipauer János
- Munkatársak: Benedek László, Krakovszky Mária, Lambing Antal, Mazács Miklós, Móritz Róbert, Pölöskei Gyula, Sánta Béla, Szabó László, Zoltán Annamária, Zsebényi Béla
- Rendezőasszisztens: Cakó Ferenc (2. és 3. évadban)
- Felvételvezető: Dreilinger Zsuzsa
- Gyártásvezető: Csillag Márta, Magyar Gergely Levente
- Produkciós vezető: Gyöpös Sándor, Komlós Klári, Kunz Román (1. évadban)
- Bábkészítő: Szabó László[1]

Készítette a Magyar Televízió megbízásából a Pannónia Filmstúdió

## Szereplők
- Kiscsacsi
- Mirr-Murr – szürke színű, fekete hajú, sárga nyakkendős macska
- Gombszemű - a kismadár, aki bejelenti a tavaszt
- Paprika Jancsi
- Bóbice - a néger baba
- Csinnadratta - a fakatona
- Oriza Triznyák – barna színű, fehér hajú, zöld nyakkendős, torkos macska
- Téglagyári Megálló – kutya
- Pintyőke
- Ferdinánd, a gyalogbéka
- A kisegerek
- A légy
- Kakukk
- Pingvin - hűtőszekrényben lakik Mirr-Murréknál
- Sün Sámuel
- Botfülű tücsök
- Libapék - a pék, aki cipót adott Mirr-Murréknak

## Epizódok
| Évad | Évad | Részek száma | Részek száma | Eredeti sugárzás    | Eredeti sugárzás    | Magyar adó       |
| Évad | Évad | Részek száma | Részek száma | Évadbemutató        | Évadzáró            | Magyar adó       |
| ---- | ---- | ------------ | ------------ | ------------------- | ------------------- | ---------------- |
|      | 1.   | 13           | 13           | 1973. augusztus 11. | 1973. november 3.   | Magyar Televízió |
|      | 2.   | 13           | 13           | 1975. március 1.    | 1975. május 24.     | Magyar Televízió |
|      | 3.   | 13           | 13           | 1975. május 31.     | 1975. augusztus 23. | Magyar Televízió |
|      | 4.   | 13           | 13           | 1975. augusztus 30. | 1975. november 22.  | Magyar Televízió |

A bábfilmsorozatot 2006-ban DVD-n is kiadták.

### 1. évad (1972)
| Sor. | Év. | Cím                           | Rendező   | Író           | Premier              |
| --- | --- | ----------------------------- | --------- | ------------- | -------------------- |
| 1. | 1.  | A kiscsacsi ismerkedik        | Foky Ottó | Csukás István | 1973. augusztus 11.  |
| 2. | 2.  | Mirr-Murr, a kandúr           | Foky Ottó | Csukás István | 1973. augusztus 18.  |
| 3. | 3.  | Mitől álmos a szék            | Foky Ottó | Csukás István | 1973. augusztus 25.  |
| 4. | 4.  | Mirr-Murr, a gólkirály        | Foky Ottó | Csukás István | 1973. szeptember 1.  |
| 5. | 5.  | Cin-Cin, a kisegér            | Foky Ottó | Csukás István | 1973. szeptember 8.  |
| 6. | 6.  | Gombszemű bejelenti a tavaszt | Foky Ottó | Csukás István | 1973. szeptember 15. |
| 7. | 7.  | Tengeri csata                 | Foky Ottó | Csukás István | 1973. szeptember 22. |
| 8. | 8.  | Föl a csillárig               | Foky Ottó | Csukás István | 1973. szeptember 29. |
| 9. | 9.  | A kiscsacsi képeskönyve       | Foky Ottó | Csukás István | 1973. október 6.     |
| 10. | 10. | Mirr-Murr neve napja          | Foky Ottó | Csukás István | 1973. október 13.    |
| 11. | 11. | Bujdosás a Kamrában           | Foky Ottó | Csukás István | 1973. október 20.    |
| 12. | 12. | Mirr-Murr híres festő lesz    | Foky Ottó | Csukás István | 1973. október 27.    |
| 13. | 13. | Bóbice énekórát ad            | Foky Ottó | Csukás István | 1973. november 3.    |
| Bóbice magában dúdolgat, miközben a többiek alszanak. Ezt meghallja a kismalac, aki szeretne énekelni tanulni, de sajnos csak visítani tud, amitől a többiek felébrednek, és kinevetik. Emiatt dühös lesz a nagymalac, és megkergeti a társaságot. Végül megbékél, mert Bóbice megnyugtatja, hogy a kicsinyének "jó a hangja, de még csiszolni kell". |     |                               |           |               |                      |

### 2. évad (1973)
| Sor. | Év. | Cím                           | Rendező   | Író           | Premier           |
| --- | --- | ----------------------------- | --------- | ------------- | ----------------- |
| 14. | 1.  | Mirr-Murr a kabátzsebben      | Foky Ottó | Csukás István | 1975. március 1.  |
| Mirr-Murr kalandos útja egy kabátzsebben kezdődött, melyet gazdája cserélt el egy házalóval. Az utazás a vonaton nagyon tetszett a kandúrnak, a bejárónő fogadtatása azonban kevésbé. |     |                               |           |               |                   |
| 15. | 2.  | Mirr-Murr, az oroszlán        | Foky Ottó | Csukás István | 1975. március 8.  |
| 16. | 3.  | Legyünk kóbor macskák         | Foky Ottó | Csukás István | 1975. március 15. |
| 17. | 4.  | Három próba                   | Foky Ottó | Csukás István | 1975. március 22. |
| 18. | 5.  | A titkos jel                  | Foky Ottó | Csukás István | 1975. március 29. |
| 19. | 6.  | A nagy odvas kémény           | Foky Ottó | Csukás István | 1975. április 5.  |
| 20. | 7.  | Segítenek Ploma Pálnak        | Foky Ottó | Csukás István | 1975. április 12. |
| 21. | 8.  | Pintyőke cirkusz világszám    | Foky Ottó | Csukás István | 1975. április 19. |
| 22. | 9.  | Ferdinánd a gyalogbéka        | Foky Ottó | Csukás István | 1975. április 26. |
| 23. | 10. | A hétfejű tűzokádó sárkány    | Foky Ottó | Csukás István | 1975. május 3.    |
| 24. | 11. | A füttyember                  | Foky Ottó | Csukás István | 1975. május 10.   |
| 25. | 12. | A varázstávcső                | Foky Ottó | Csukás István | 1975. május 17.   |
| 26. | 13. | Ajándékba adják a lábnyomukat | Foky Ottó | Csukás István | 1975. május 24.   |

### 3. évad (1974)
| Sor. | Év. | Cím                      | Rendező   | Író           | Premier             |
| ---- | --- | ------------------------ | --------- | ------------- | ------------------- |
| 27.  | 1.  | Macska-egér szerenád     | Foky Ottó | Csukás István | 1975. május 31.     |
| 28.  | 2.  | Jelmezbál                | Foky Ottó | Csukás István | 1975. június 7.     |
| 29.  | 3.  | Április bolondja         | Foky Ottó | Csukás István | 1975. június 14.    |
| 30.  | 4.  | A többszörös világbajnok | Foky Ottó | Csukás István | 1975. június 21.    |
| 31.  | 5.  | Nagytakarítás            | Foky Ottó | Csukás István | 1975. június 28.    |
| 32.  | 6.  | Csináljunk hóembert      | Foky Ottó | Csukás István | 1975. július 5.     |
| 33.  | 7.  | Tánc és illem iskola     | Foky Ottó | Csukás István | 1975. július 12.    |
| 34.  | 8.  | Játsszunk együtt         | Foky Ottó | Csukás István | 1975. július 19.    |
| 35.  | 9.  | Sün Sámuel bekopog       | Foky Ottó | Csukás István | 1975. július 26.    |
| 36.  | 10. | Az űr-macska             | Foky Ottó | Csukás István | 1975. augusztus 2.  |
| 37.  | 11. | Sakk-matt                | Foky Ottó | Csukás István | 1975. augusztus 9.  |
| 38.  | 12. | Húsvéti locsolás         | Foky Ottó | Csukás István | 1975. augusztus 16. |
| 39.  | 13. | Csoportkép               | Foky Ottó | Csukás István | 1975. augusztus 23. |

### 4. évad (1975)
| Sor. | Év. | Cím                            | Rendező   | Író           | Premier              |
| --- | --- | ------------------------------ | --------- | ------------- | -------------------- |
| 40. | 1.  | A pingvinnek hűtőszekrény kell | Foky Ottó | Csukás István | 1975. augusztus 30.  |
| 41. | 2.  | Lárifári csetepaté             | Foky Ottó | Csukás István | 1975. szeptember 6.  |
| 42. | 3.  | Az idomított vekkeróra         | Foky Ottó | Csukás István | 1975. szeptember 13. |
| 43. | 4.  | Kártyavár                      | Foky Ottó | Csukás István | 1975. szeptember 20. |
| 44. | 5.  | Hintőporos hóesés              | Foky Ottó | Csukás István | 1975. szeptember 27. |
| 45. | 6.  | Az igazi bicikli               | Foky Ottó | Csukás István | 1975. október 4.     |
| 46. | 7.  | A holdkóros egér               | Foky Ottó | Csukás István | 1975. október 11.    |
| Mirr-Murr szert tesz egy jókora sajtra, amit nem szeretne megosztani az egerekkel. A rágcsálók ekkor egy tervvel állnak elő: egyikőjük csukott szemmel járkál a tetőn, "holdkórosnak" tettetve magát, ezt pedig csak sajttal lehet orvosolni. A csel beválik, ám Mirr-Murr megpróbálja visszaszerezni a sajtot. |     |                                |           |               |                      |
| 47. | 8.  | Tengerparti napsütés           | Foky Ottó | Csukás István | 1975. október 18.    |
| 48. | 9.  | Botfülű tücsök                 | Foky Ottó | Csukás István | 1975. október 25.    |
| 49. | 10. | Tüsszentő szódásüveg           | Foky Ottó | Csukás István | 1975. november 1.    |
| 50. | 11. | Leszállított áru: dinnye       | Foky Ottó | Csukás István | 1975. november 8.    |
| 51. | 12. | A lakodalmi sósperec           | Foky Ottó | Csukás István | 1975. november 15.   |
| 52. | 13. | A bűvös sapka                  | Foky Ottó | Csukás István | 1975. november 22.   |